# Salatiel (anjo)
Salatiel (em hebraico: שאלתיאל, Oração a Deus, Salatiel) ou São Salatiel é um dos sete arcanjos ortodoxos que têm a sua aceita pela Igreja Ortodoxa (em russo: Архангел Селафиил, Arcangel Sielafiil, Arcanjo Salatiel). Ele é relatado por estar sempre orando a Deus e orando pelo bem, salvação e saúde das pessoas em Terra.
Salatiel não é relatado na Bíblia ou qualquer livro canônico, mas é relatado no Terceiro livro de Esdras ou  Esdras III, um livro apócrifo:
| “ | E foi na segunda noite que me veio Salatiel, o líder do povo... | ” |

Segundo a crença ortodoxa Salatiel seria o Anjo do Senhor não identificado que apareceu a Agar quando esta estava vagando triste pelo deserto e orou ao Senhor, Salatiel então lhe aparece:
| “ | 7O Anjo do Senhor, encontrando-a no deserto junto de uma fonte que está no caminho de Sur, 8disse-lhe:``Agar, escrava de Sara, donde vens? E para onde vais?``. ``Eu fujo de Sarai, minha senhora``-respondeu ela. 9``volta a tua senhora``-respondeu o anjo do Senhor- e humilha-te diante dela. ``10E ajuntou:``Multiplicarei tua posteridade de tal forma, e será tão numeroso, que não se poderá contar``. 11 Disse ainda mais: ``Estás grávida, e vais dar à luz um filho: darás a ele o nome de Ismael (Ismael significa: Deus ouve), porque o Senhor te ouviu na tua aflição. 12Este menino será como um jumento bravo: e a sua mão se levantará contra todos e a mão de todos contra ele. E levantará sua tenda defronte de todos os seus irmãos``. | ” |

O bispo da Igreja Ortodoxa Dom Inocêncio de Kherson escreve:
"E o Senhor nos deu uma cara de anjos orando, com o seu líder Salatiel para limpar o sopro de sua boca e aquecer nossos corações para a oração legal, eles podem nos ensinar quando e como orar, para oferecer a maioria de nossas ofertas para o trono da graça. Quando vocês vêm meus irmãos, um ícone do arcanjo, de pé em uma posição de oração, com os olhos abaixados e com as mãos reverentemente ligados ao peito, você deve saber que é Salatiel".
Salatiel é sempre representado em pinturas com olhar e expressão facial serena, além de ter as duas mãos cruzadas sobre o peito e prostrado, rezando. Devido ao complexo alfabeto hebraico que é consonantal e que utiliza dígrafos para criar sons de vogais e dificuldades em traduções existem vários variantes do nome e também é chamado de Salatiel, Selatiel, Selafiel entre vários outros nomes derivados.